# Drákula (kniha)
Drákula též pod původním názvem Dracula (anglicky Dracula) je epistolární román irského autora Brama Stokera. Román Dracula je klasické dílo literárního vampyrismu a první zpracování upírské legendy do románové podoby. Poprvé byl vydán v roce 1897. Je psán formou dopisů, telegramů, deníků a novinových výstřižků. Do češtiny jej přeložili Josef F. Khun (vydáno 1919) a Tomáš Korbař (vydáno 1970).
Drákula má mnoho znaků různých literárních žánrů, např. hororu, gotického románu a invazní literatury. Je strukturován jako řada zápisů v deníku a několika dopisů. Literární kritici zkoumali mnohá témata v tomto románu, jako např. roli žen ve viktoriánské společnosti, sexualitu a migraci folklóru. Ačkoli vampýři nejsou původním Stokerovým výtvorem, kniha zvedla čtenářský zájem o toto téma. Také díky tomu bylo pak v průběhu 20. století vytvořeno mnoho divadelních a filmových adaptací s tímto námětem. Inspirací románu byla novela jiného irského autora Josepha Sheridana Le Fanu Carmilla.

## Děj
Román je rozdělen na dvě části, začíná deníkovými zápisky Jonathana Harkera, anglického právníka, který odjíždí do Transylvánie za hrabětem Draculou, aby s ním projednal koupi několika domů v Londýně. Ovšem za několik dní zjistí, že s hrabětem není něco v pořádku: Dracula je velmi podivný, obléká se jen do černého oblečení, nesnáší sluneční svit, neodráží se v zrcadle a spí v rakvi na betoně. Jonathan neuposlechne Draculův příkaz a usne na hradě mimo svůj pokoj a setká se se třemi ženami (Draculovy nevěsty), které ho svádí, Dracula Jonathana zachrání z jejich spárů a svým ženám dává pytel, ve kterém je zabalena neznámá naříkající oběť. Později Dracula donutil Harkera podepsat tři dopisy, pro Minu a zaměstnavatele. Píše se v nich, že je všechno v pořádku, že se Jonathan brzy navrátí. Jonathan je přesvědčen, že ho Dracula chce zabít.
Zápisky Mínina (Jonathanova snoubenka) deníku. V Londýně je Mína na návštěvě u své přítelkyně Lucy Westenrové, která žije se svou churavou matkou. Lucy trpí náměsíčností, dívka, která obdržela hned tři nabídky k sňatku (od psychiatra Johna Sewarda, Američana Quinceyho Morrise a Arthura Godalminga) je jako bez života. Na krku má dvě krvavé ranky.
Do městečka Whitby, kde se nachází Mína a Lucy, za bouře připlouvá loď. Z lodi při přistání vyskočí velký pes. U kormidla stojí přivázaná mrtvola kapitána s růžencem v ruce, po žádném z členů posádky není ani stopa. Loď přivezla čtyři bedny hlíny. Plavbu z Černého moře provázely podezřelé události, námořníci se postupně „ztráceli“, vše nasvědčovalo tomu, že na palubě byl upír.

Dr. Seward ve svém deníku, který si vede jako nahrávky na fonograf, popisuje případ svého psychotického pacienta Renfielda, který chytá mouchy, ty dává k jídlu pavoukům, pavouky krmí vrabce, které nakonec sám sní. Údajně chce zkonzumovat co nejvíc životů, aby se tím prodloužil život. Jednoho dne uteče, avšak je dopaden u domu, kde rozmlouvá s „mistrem“. Jedná se o dům, jejž si koupil Dracula.
Mína odjíždí do Uher, kde v nemocnici leží její snoubenec Jonathan se zánětem mozkových blan. Mína s Jonathanem uzavřou sňatek. Mína si s hrůzou přečte Jonathanův deník. Lucyin stav je čím dál tím horší, opouští ji její snoubenec Artur, kvůli zdravotnímu stavu svého otce, proto požádá přítele, doktora Sewarda, který je ředitelem sanatoria pro duševně choré, aby ji léčil. Dr. Seward si přivolá z Amsterodamu svého přítele, velmi uznávaného vědce, profesora Abrahama Van Helsinga. Van Helsing usuzuje, že je postižená vampyrismem, do oken a do postele věší svazky česneku, což má zabránit upírům další vysávání krve nebohé Lucy. Lucy se nakrátko „uzdraví“, ale její smrti už nelze zabránit, stává se z ní nemrtvá. Seward Van Helsingovi nevěří, dokud se na vlastní oči nepřesvědčí, jak Lucy vysává krev z dětí. Lucy zabijí, srdce jí probodnou dřevěným kůlem a useknou jí hlavu, takto zabitý upír již neprocitne.
Navrací se Lucyin snoubenec Artur, zdrcený smrtí snoubenky, její matky i svého otce. Van Helsing povolává i Mínu s Jonathanem, pročítá Jonathanův deník, který ho přivádí k odvážnému plánu: zabít Draculu.
Dracula pronikne do sanatoria, kde zabije Renfielda. Minu, která se nachází taktéž v sanatoriu, přinutí, aby vypila jeho upíří krev. Tím se stává upírem. Jedinou nadějí, jak Mínu zachránit, je zabít Draculu dřív, než Mina „zemře“. Po Draculově smrti zahynou všichni jeho „potomci“ všichni nemrtví. Dracula se neobejde bez svých beden s hlínou ze své domoviny, proto ho chtějí pomocí nich lapit do pasti.
Postupně jsou v různých domech v Londýně posvěceny všechny Draculovy skrýše, jedna bedna chybí a Dracula uprchne z Anglie na lodi do Transylvánie. Van Helsing pomocí hypnózy Miny nad ránem, když je dotyčná „spojena“ s Draculou, zjišťuje jeho plán a tak se Van Helsing s jeho přáteli snaží dostat do Draculova zámku dříve nežli on, po souši. Van Helsing proniká do zámku, zabije tři upírky a čeká na příjezd hraběte.
K zámku přijíždí vůz se spícím Draculou, slunce zapadá. Nastává souboj mezi posádkou vozu a Van Helsingovou skupinou, při níž umírá Quincey Morris. Draculova hlava je sťata a srdce probodnuto dřevěným kůlem. Draculovo tělo se rozpadá v prach. Mina je zachráněna.
Příštího roku se manželům Harkerovým narodí syn Quincey.

## Historické reálie
Téma románu není zcela fiktivní, postava Draculy totiž vychází z reálné, historicky doložené postavy, knížete Vlada III. (podle jiných zdrojů II. či IV.), vojvody Valašského, který si vysloužil přezdívku Ţepeş (čti cepeš = rumunsky Napichovač). Narodil se roku 1431 a zemřel v roce 1476. Existují dvě možné teorie jeho smrti: 1) zemřel v boji s Turky nebo 2) byl zabit vlastními poddanými kvůli své krutosti. Ono přízvisko získal díky zálibě v popravách narážením na kůl. Tu získal během svého mládí, prožitého na istanbulském dvoře. Koluje kolem něj spousta legend, například, že se učil magii od samotného ďábla, že při popravě 20 000 tureckých zajatců pořádal hostinu, že velitele vojsk nechal narážet na zlatý kůl, ale za života z upírství obviněn nebyl.

## Filmové adaptace
- 1922 Upír Nosferatu – též Nosferatu, symfonie hrůzy (německy Nosferatu – eine Symphonie des Grauens) německý černobílý němý film, Dracula se kvůli autorským právům, jmenoval hrabě Orlok. Režie: Friedrich W. Murnau, hrají: Max Schreck.
- 1931 Dracula – americký film, nejznámější filmová adaptace. Režie: Tod Browning, hrají: Bela Lugosi, Dwight Frye
- 1967 Ples upírů – americko/britský film. Režie: Roman Polanski, hrají: Jack MacGowran, Roman Polanski, Alfie Bass, Jessie Robins, Sharon Tate, Ferdy Mayne
- 1970 Hrabě Dracula – španělsko/německo/italský film. Režie: Jesus Franco, hrají: Christopher Lee, Herbert Lom
- 1970 Hrabě Drákula – česká televizní inscenace Režie: Anna Procházková, hrají: Ilja Racek, Jan Schánilec, Klára Jerneková, Jiří Zahajský, Hana Maciuchová, Ota Sklenčka
- 1979 Dracula – americko/britský film. Režie: John Badham, hrají: Frank Langella, Laurence Olivier, Donald Pleasence, Kate Nelligan
- 1979 Kníže zvaný Dracula – rumunský historický film o Vladu III. Režie: Doru Nastase, hrají: Stefan Sileanu, Ernest Maftei
- 1979 Upír Nosferatu – též Nosferatu – Fantom noci, německo/francouzský remake klasického hororu z roku 1922. Režie: Werner Herzog, hrají: Klaus Kinski
- 1992 Dracula – americký film. Režie: Francis Ford Coppola, hrají: Gary Oldman, Winona Ryder, Anthony Hopkins, Keanu Reeves, Monica Bellucciová
- 1995 Drákuloviny – americká komedie. Režie: Mel Brooks, hrají: Leslie Nielsen, Peter MacNicol
- 2002 Dracula – italsko/německý film. Režie: Roger Young, hrají: Patrick Bergin, Giancarlo Giannini, Hardy Krüger Jr., Stefania Rocca
- 2013 Drákula – americký televizní seriál, hrají: Jonathan Rhys Meyers, Ben Miles, Nonso Anozie
- 2014 Drákula: Neznámá legenda – americko/japonský film. Režie: Gary Shore, hrají: Luke Evans, Dominic Cooper, Sarah Gadon
- 2020 Dracula – britský televizní seriál, hrají: Claes Bang, Jonathan Aris, Morfydd Clark

Mnoho filmů se jen lehce inspirovalo Drákulou Brama Stokera, například: Dracula 2000, Dracula 3000, Dracula 2: Vzkříšení, Dracula 3: Odkaz, Dracula a syn. Existuje i pornohororová adaptace This Ain't Dracula XXX.
Také jen části Stokerova díla byly později převzaty do jiných děl, například upírka Mina se objevuje ve filmu Liga výjimečných. Hlavním hrdinou filmu Van Helsing se stává Van Helsing, ve filmu se objevují i Draculovy nevěsty, dokonce i samotný hrabě Dracula. Většinou však s původním románem nemají mnoho společného.

## Divadelní a muzikálové adaptace
- 1995 se odehrála premiéra původního českého muzikálu Dracula od Karla Svobody.
- 2010 Nemrtvý aneb upír z Transylvánie – činohra Mahenova divadla (Premiéra 18. června 2010). Dramatizace a režie: Roman Grozsmann, hrají: Bedřich Výtisk (Dracula), Ondřej Mikulášek (Abraham Van Helsing), Klára Apolenářová (Mína).

## Videoherní adaptace
První videohra na téma Drákuly byla textová hra The Count z roku 1979. Další hry byly: plošinovka Bram Stoker's Dracula (1993) a adventura s filmovými sekvencemi Dracula Unleashed (1993), postava se také objevila v několika hrách Castlevania. V roce 2000 vyšel na MS-Windows a PlayStation Dracula: Resurrection, první hra z pětidílné francouzské série adventur (poté Dracula 2: The Last Sanctuary, Dracula 3: The Path of the Dragon, Dracula 4: The Shadow of the Dragon a Dracula 5: The Blood Legacy), první dva díly vydala v roce 2002 firma CD Projekt v českém dabingu jako: Dracula: Zmrtvýchvstání a Dracula 2: Poslední útočiště.